# Bundesverband der Pharmazeutischen Industrie
Der Bundesverband der Pharmazeutischen Industrie e. V. (BPI) ist die Interessenvertretung von rund 260 Pharma- und Biotechfirmen in Deutschland mit ca. 70.000 Mitarbeitern: Start-ups, Mittelstand und multinationalen Unternehmen. Die BPI-Mitgliedsfirmen sind in verschiedenen Bereichen aktiv: Die Produkte kommen  aus den Bereichen chemisch definierter Wirkstoffe, biotechnologischer Arzneimittel, pflanzlicher Arzneimittel, homöopathischer Arzneimittel und anthroposophischer Arzneimittel. Weiterhin sind Pharma-Dienstleister in den BPI mit einbezogen. 

## Geschichte
Der BPI wurde 1951 gegründet und ist u. a. in verschiedenen wissenschaftlichen Gremien, z. B. den Sachverständigenausschüssen für Verschreibungspflicht, Apothekenpflicht und Betäubungsmittel sowie der Kommission für Arzneimittel für Kinder und Jugendliche (KAKJ) beim Bundesinstitut für Arzneimittel und Medizinprodukte und den Arzneibuch-Kommissionen vertreten. Außerdem ist der BPI Mitglied im Kuratorium des Instituts für Qualität und Wirtschaftlichkeit im Gesundheitswesen (IQWiG) sowie im Bundesverband der Deutschen Industrie e. V. (BDI) und dem Verband der Chemischen Industrie (VCI).
Schwerpunkte des Verbandes sind Politikberatung und Öffentlichkeitsarbeit auf nationaler Ebene und in der Europäischen Union (EU). Hier stehen Fragen der Arzneimittelforschung und -entwicklung, Arzneimittelzulassung, Arzneimittelherstellung, Arzneimittelsicherheit und Arzneimittelvermarktung im Vordergrund.
Im Jahr 2007 initiierte der BPI die Gründung der Schiedsstelle Arzneimittel und Kooperation im Gesundheitswesen e. V. (AKG) als Einrichtung der Selbstkontrolle der pharmazeutischen Industrie.
Im September 2023 scheiterte eine geplante Fusion mit dem Bundesverband der Arzneimittelhersteller e. V. (BAH), da in der Abstimmung die nötige Dreiviertelmehrheit unter den Delegierten nicht erreicht wurde. Der Vorsitzende des BPI Hans-Georg Feldmeier trat unmittelbar nach der Abstimmung zurück.
Im November 2023 wurde Oliver Kirst, Deutschlandchef von Servier, zum neuen Vorsitzenden gewählt.
Der BPI hat seinen Sitz in Berlin und unterhält ein Büro in Brüssel.

## Veröffentlichungen
Das in Deutschland auflagenstärkste Arzneimittelverzeichnis, die Rote Liste, wurde ab 1933 jährlich vom BPI bzw. Vorgängerorganisationen herausgegeben. Von 1995 bis 2021 geschah dies in Zusammenarbeit mit dem Verband forschender Arzneimittelhersteller über die gemeinsame Tochter Rote Liste Service GmbH. Zum 1. Oktober 2021 übernahm die Bertelsmann Investments die Rote Liste Service GmbH.